# يسعد ربراب
يسعد ربراب هو مستثمر ورجل أعمال جزائري ولد عام 1944 بولاية تيزي وزو، وهو رئيس مجموعة سيفيتال الصناعية. وتعتبر المجموعة من أكبر الشركات الخاصة في الجزائر، ولديها آلاف الموظفين في مختلف القطاعات: صناعة الصلب، الأغذية، الزراعة، والإلكترونيات.

## حياته
في عام 1968، أسس مكتب محاسبة، في عام 1971، عرض عليه أحد عملائه الشراكة في مؤسسة صغيرة في مجال تحويل الحديد. كانت هذه الشركة تتكون من خمسة شركاء وخمسة عمال مبتدئين ودفع مبلغ 27.000 دينار مقابل حصوله على 20% من الأسهم، ولكنه احتفظ بمكتب المحاسبة لأنه راتب الشركاء لم يكن يتجاوز 400 دينار شهرياً. وفي سنة 1974 قرر شركاء ربراب الانسحاب من الشركة، وهكذا أسس ربراب أول شركة له سنة 1975 هي بروفيلور التي بدأت نشاطها بأربعة موظفين فقط وبعد أربع سنوات فقط باتت توظف 200 عامل. واستغل ربراب نجاح بروفيلور لشراء عدة شركات أخرى كلها في مجال تحويل الحديد.
ودخل ربراب عالم كبار رجال الأعمال سنة 1988 حين قرر إنشاء شركة ميتال سيدار التي بدأت الإنتاج سنة 1992. حققت ميتال سيدار رقم أعمال سنة 1992 ب 6.4 مليار دينار أي ما يعادل آنذاك 300 مليون دولار وبلغ الربح الصافي 33 مليون دولار. في يناير 1995 تسلل 50 إرهابياً داخل المؤسسة، وضعوا 14 قنبلة حولت المجمع إلى حطام، بعد هذه الحادثة قرر ربراب غلق المصنع.

## مجموعة سـِڤيتال
تعتبر شركة سيفيتال أول شركة خاصة في الجزائر وسابع شركة على مستوى البلاد بعد سوناطراك للنفط، والجزائر للاتصالات، وسونلغاز وجيزي.وتنمو سـِڤيتال بنسبة 50% سنويا وقدمت إلى خزينة الدولة من 1999 إلى 2006 [بحاجة لمصدر]أكثر من 49 مليار دينار.

## مساره المهني
- بدأ حياته العملية سنة 1968 بتأسيس مكتب خبرة في المحاسبة.
- دخل نادي كبار رجال الأعمال سنة 1988 حين قرر إنشاء شركة «ميتال سيدار» التي حققت نمو أعمال كبير جدا قبل أن يقوم ارهابيون بتفجيرها فقرر ربراب اغلاقها وهاجر إلى فرنسا حيث استثمر في مجال اللحوم الحلال.

إلى
وبعد حرق المصنع وضياع المليارات اضطر ربراب الهجرة إلى فرنسا وإستثمر في مجال اللحوم الحلال وامتلك عدة قصابات في فرنسا
سنة 1995 مع تحرير مجال التجارة الخارجية في الجزائر قام بإستيراد السكر ثم تحول لإستيراد والعلف في 1997
تخلى عن الإستيراد ليعود للصناعة ليصبح في 1998 أهم مصنع لزيت المائدة وحقق بها اكتفاءا ذاتيا للجزائر لتتحول من بلد يستورد الزيت إلى بلد يصدره.
واصل بإنشاء وحدة للمرغرين وأخرى لتكرير السكر
- يعتير الممثل الحصري في الجزائر لشركة سامسونج المختصة في صناعة الألكترونيك.[بحاجة لمصدر]
- الممثل الحصري في الجزائر لشركات صناعة السيارات هيونداي موتور وفيات.[بحاجة لمصدر]
- في سنة 2013 قام يسعد ربراب باقامة أول جامعة خاصة في التجارة بالجزائر.[بحاجة لمصدر]

## مشاكل مع القضاء
- اعتقل من طرف الدرك الوطني بتاريخ 22 أبريل 2019 في إطار تحقيقات في قضايا فساد مع الإخوة كونيناف حسب بيان للتلفزيون الجزائري الرسمي وتناقلته وكالات الأنباء.[3]